# سايران إيجن

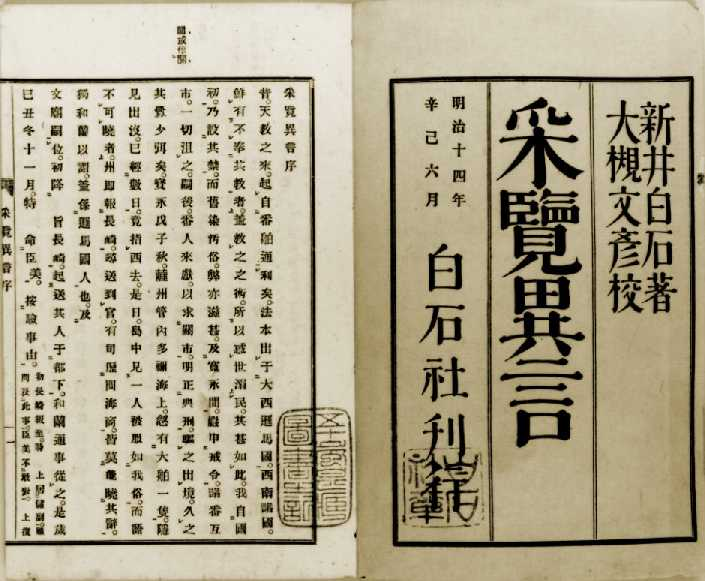
صورة لأحد أجزاء سايران إيجن تعود لما قبل عام 1810.

سايران إيجِن (باللغة اليابانية: 采覧異言) هو عمل جغرافي موسوعي مؤلف من خمسة أجزاء، صدر لأول مرة عام 1713 ثم نُقّح عام 1725 على يد آراي هاكوسيكي. تعد سلسلة الكتب هذه من أوائل الأعمال المؤثرة في مجال الجغرافيا العالمية في اليابان, واستندت إلى المعرفة التي اكتسبها المؤلف من خلال محادثاته مع المبشر بالنصرانية جيوفاني باتيستا سيدوتي، كما استندت الموسوعة إلى مصادر عديدة مثل خريطة ماتيو ريتشي الشهيرة. يتناول الكتاب وصفًا لجغرافية العالم وتاريخه وعاداته والكائنات الحية فيه.